# Henri de La Ferté-Senneterre
Henri de La Ferté-Senneterre, francoski maršal in politik, * 1600, † 1681.